# NGC 5798
NGC 5798 is een onregelmatig sterrenstelsel in het sterrenbeeld Ossenhoeder. Het hemelobject werd op 16 mei 1784 ontdekt door de Duits-Britse astronoom William Herschel.

## Synoniemen
- UGC 9628
- MCG 5-35-28
- ZWG 164.47
- WAS 94
- IRAS 14555+3009
- PGC 53463